# Åke Johansson (friidrottare)
Åke Teodor Johansson, senare Kling, född 11 mars 1921, i Valbo, idag i Gävle kommun,, död 10 april 2002 i Oscars församling, Stockholm, var en svensk friidrottare, som tävlade som sprinter. Han var också landslagsspelare i handboll. Åke Johansson är gravsatt som Åke Teodor Kling i minneslund på Galärvarvskyrkogården, Stockholm.

## Friidrottskarriär
Som friidrottare var han sprinter och vann först ett brons på 100 meter 1943. Största meriten var när han vann SM-guld på 100 meter 1949. Han tävlade för klubbarna  Sandvikens GK och IK Göta.

### Personliga rekord
- 100 m: 10,8 s (Hudiksvall 4 juli 1943)[3]

## Handbollskarriär

### Klubblagskarriär
Enligt boken om handboll började han spela handboll vid 17års ålder 1938 för Örtakoloniens lag som vänsterforvard. Han bytte klubb till Sandvikens IF och kom senare till stockholmsklubben IK Göta. Han började 1949 spelas för SoIK Hellas. Han har spelat i allsvenskan med både IK Göta och Hellas. IK Göta åkte ut ur allsvenskan 1947 och det var  en av anledningarna till klubbytet. Då han var landslagsspelare spelade han för IK Göta så senast 1945 bör han börjat representera Göta.
I Nordisk Familjeboks sportlexikon del 7, supplement står: Göta, som i slutet av 1930-talet hade en down-period i fri idrott, har, delvis från andra klubbar, fått många ypperliga tillskott, främst sprintern (och handbollsspelaren) Åke Johansson....(spalt 688 rubrik IK Göta).

### Landslagskarriär
Enligt den gamla statistiken spelade Åke Johansson 13 landskamper åren 1945 till 1954, medan den nya statistiken enbart tar upp 12 matcher 1946 till 1951. Debuten var den 6 januari 1946 mot Danmark i Göteborg i en match som slutade 9-7 och Åke Johansson stod för ett av målen. Den sista landskampen blev  den 22 februari 1951 mot Västtyskland i en av bästa landskamperna Sverige spelat fram till dess. Sverige vann med hela 21-9 över Västtyskland. Sverige vann 9 matcher, spelade 2 oavgjorda och förlorade bara en landskamp som Åke Johansson spelade. Årtalsangivelserna  är riktiga i den nya statistiken. Den trettonde landskampen spelade Åke Johansson mot det så kallade Presslaget 1945 då landslaget vann 9-8 och den räknades som poänggivande till stora grabbars märke. Det framgår av av att det står 13 (1) i den gamla landslagsstatistiken. En match är alltså inte landskamp men poänggivande. Åke Johansson spelade enbart inomhuslandskamper. Han gjorde 23 mål enligt både gammal och ny statistik. 23 mål låter idag lite men 1953 var det bara 5 spelare som gjort fler i landslaget. 

### Fotnoter
1. 1 2 3   Svenska Mästerskapen i friidrott 1896-2005. Trångsund: Erik Wiger/TextoGraf Förlag. 2006. ISBN 91-631-9065-6, sid 36
2. 1 2  Sveriges dödbok, version 6
3. 1 2   Sverigebästa genom tiderna i friidrott. Trångsund: Bengt Holmberg/TextoGraf Förlag. 2009. ISBN 978-91-977146-3-1, sid 36
4. ↑  Sveriges befolkning 1950
5. ↑  AB, Eniac Data. ”Sök gravsatt på SvenskaGravar.se”. www.svenskagravar.se. https://www.svenskagravar.se/search?ShowFilters=False&Query=%C3%85ke+Teodor+Kling&ParishId=&GraveNumber=&BirthDate=&DeathDate=&BurialDate=&OrderByDesc=False&OrderBy=. Läst 31 januari 2022.
6. ↑  Lyberg, Wolf (1953). Boken om handboll  Personalia. sid. 98. Läst 31 januari 2022
7. ↑  ”Nordisk familjebok Sportlexikon del /”. Projekt Runeberg. 27 februari 1946. https://runeberg.org/sportlex/7/0400.html. Läst 31 januari 2021.